# Estación de Baides
Baides es una estación de ferrocarril situada en el municipio español de Baides, en la provincia de Guadalajara, región de Castilla-La Mancha. Dispone servicios de Media Distancia operados por Renfe.

## Situación ferroviaria
La estación se encuentra en el punto kilométrico 123,1 de la línea férrea de ancho ibérico que une Madrid con Barcelona a 843 metros de altitud, entre las estaciones de Matillas y de Cutamilla. El tramo es de doble vía y está electrificado.

## Historia
La estación fue inaugurada el 2 de julio de 1862 con la apertura del tramo Jadraque - Medinaceli de la línea férrea Madrid-Zaragoza por parte de la Compañía de los Ferrocarriles de Madrid a Zaragoza y Alicante o MZA. En 1941, la nacionalización del ferrocarril en España supuso la integración de la compañía en la recién creada RENFE. 
El 15 de mayo de 1979 entró en servicio la subestación eléctrica, telemandada desde Madrid-Chamartín.
Desde el 1 de enero de 2005 Renfe Operadora explota la línea mientras que Adif es la titular de las instalaciones ferroviarias.

## La estación
Se encuentra en el poblado surgido alrededor de la estación. El edificio de viajeros está formado por una estructura de planta baja con cubierta de tejas elevada en una de las reformas del edificio y disposición lateral a la vía. Su fachada principal posee siete huecos repartidos entre puertas de acceso al recinto y cuatro ventanas rectangulares. Adopta así el mismo esquema que la Estación de Espinosa de Henares. Aún conserva parte de su señalización de origen realizada con cerámica blanca y azul. También dispuso de un depósito para locomotoras de vapor, reminiscencia de su pasado ferroviario, conservando el depósito de agua elevado. 
Dispone de dos andenes, uno lateral y otro central y de cinco vías. 

## Servicios ferroviarios

### Media Distancia
Los servicios de Media Distancia de Renfe operados con trenes Regionales y Regionales Exprés tienen como principales destinos Madrid, Lérida, Sigüenza y Barcelona
| Línea MD | Trenes          | Origen/Destino   |  | Destino/Origen                |
| -------- | --------------- | ---------------- |  | ----------------------------- |
| 55       | Regional Exprés | Madrid-Chamartín |  | Barcelona-Estación de Francia |
| 55       | Regional        | Madrid-Chamartín |  | Lérida Sigüenza               |